# Kogata Eiga
Kogata Eiga (小型映画, Klein formaat film) was een vakblad dat in mei 1956 werd uitgebracht door Genkosha. Kogata Eiga ging over het filmen met smalfilm en richtte zich op de amateurmarkt. In oktober 1982 werd de uitgave stopgezet. Het tijdschrift had op dat moment 363 publicaties.